# نيكولاس جيبال
نيكولاس جيبال (بالفرنسية: Nicolas Guibal)‏ (29 نوفمبر 1725، لونفيل - 3 نوفمبر 1784، شتوتغارت) كان رسامًا في البلاط الفرنسي لدوقية فورتمبرغ. تتكون أعماله الرئيسية من لوحات السقف في عدد من المدارس والكنائس والقلاع منها مدرسة كارل.